# Scyra acutifrons
Scyra acutifrons är en kräftdjursart som beskrevs av James Dwight Dana 1851. Scyra acutifrons ingår i släktet Scyra och familjen Pisidae. Inga underarter finns listade i Catalogue of Life.